# Charles Louis Alphonse Laveran
Charles Louis Alphonse Laveran (født 18. juni 1845 i Paris, død 18. maj 1922 i Paris) var en fransk læge. I 1907 modtog han Nobelprisen i fysiologi eller medicin for at have opdaget sygdommen malaria.